# Hélder Silva Santos
Hélder Silva Santos, detto Hélder (Três Corações, 21 ottobre 1988), è un calciatore brasiliano, difensore dell'Ituano.

## Caratteristiche tecniche
Gioca come difensore laterale sinistro.

## Carriera

### Club
Iniziò la carriera nel Londrina, mettendosi in evidenza durante la Copa São Paulo de Futebol Júnior del 2007, affrontando proprio il Grêmio, nella fase a gironi. Dopo essere stato ingaggiato nell'aprile 2008, rimase nelle giovanili, ma venne promosso in prima squadra dal tecnico Celso Roth dopo gli infortuni di Anderson Pico e Bruno Teles e i problemi con la dirigenza di Hidalgo.
Debuttò nel calcio professionistico il 10 maggio 2008, contro il San Paolo al Morumbi, durante il Campeonato Brasileiro Série A 2008; dopo una squalifica, il posto da titolare venne occupato da Souza e Anderson Pico.
Nel 2009, Hélder ha come rivali Fábio Santos e Jadílson per il ruolo da titolare, ed un infortunio lo ha tenuto fuori nella parte iniziale della stagione.